# Conga (género musical)
A Conga é um popular estilo musical latino-americano. Depois de ter nascido como um ritmo para se brincar nas ruas de Cuba, como uma espécie de carnaval, a conga ficou conhecida nos Estados Unidos como dança de salão, com a ajuda de Desi Arnaz, marido da comediante Lucille Ball e co-astro da série I Love Lucy. Após conhecer seu auge nos anos quarenta, o estilo amargou num certo esquecimento. Como outros ritmos latinos, seu molho principal vem de instrumentos de percussão, enquanto os passos consistem, basicamente, em chutes para os lados e pequenos saltos para a frente e para trás.